# Frecat
Frecat ist eine osttimoresische Aldeia im Sucos Bairro Pite (Verwaltungsamt Dom Aleixo, Gemeinde Dili). 2015 lebten in Frecat 3407 Menschen.

## Lage und Einrichtungen
Frecat liegt im Nordosten des Sucos Bairro Pite, im Osten es Stadtteils Fatumeta. Westlich liegen die Aldeias Rainain, Hale Mutin und Teki-Teki, nördlich die Aldeias Licarapoma und Xamatama, nordöstlich die Aldeia Transporte Air Timor, südwestlich der Rua do Bairro Pite die Aldeias Rio de Janeiro, Avança und Moris Ba Dame. Im Süden grenzt Frecat an die Aldeia Fuslam. Die Avenida de Hudi-Laran durchquert Frecat.
In Frecat befindet sich der Sitz des Sucos Bairro Pite und das Krankenhaus Maloa.